# Akoose
Pour les articles homonymes, voir Bakossi.
L’akoose  (ou akosi, bakossi, bekoose, koose, kosi, nkoosi et nkosi) est une langue bantoue parlée au Cameroun dans la région du Sud-Ouest, le département du Koupé-Manengouba, les arrondissements de Bangem, Nguti et Tombel ; dans la région du Littoral, également dans le département du Moungo, l'arrondissement de Manjo, par les populations bakossi.
Le nombre de locuteurs était estimé à 100 000 au Cameroun en 2001. L'anglais, le français et le pidgin camerounais sont également utilisés.

## Écriture
| ʼ | a | b  | ch | d | e | ɛ | ə | f | g | h | i | j | k | l |
| m | n | ny | ŋ  | o | ɔ | p | r | s | t | u | v | w | y | z |

Les tons sont notés à l’aide de signes diacritiques :
- le ton bas ne porte pas d’accent : ‹ a e ɛ ə i o ɔ u › ;
- l’accent aigu indique le ton haut : ‹ á é ɛ́ ə́ í ó ɔ́ ú › ;
- l’accent antiflexe indique le ton montant : ‹ ǎ ě ɛ̌ ə̌ ǐ ǒ ɔ̌ ǔ › ;
- l’accent circonflexe indique le ton descendant : ‹ â ê ɛ̂ ə̂ î ô ɔ̂ û ›.